# 神戸市立小寺小学校
神戸市立小寺小学校（こうべしりつ こでらしょうがっこう）は、兵庫県神戸市西区学園西町五丁目にある公立小学校。

## 概要
2016年度の学級数・児童数は14学級399名。

## 沿革
出典
- 1985年4月1日 - 開校。
- 1989年6月 - 地域交流田活動の開始
- 1990年4月1日 - 神戸市立東町小学校を分離し、校区変更。

## 学校行事
地域交流田活動
2020年現在では、「三校交流田活動」として神戸市西区の3校（小寺小学校・太山寺小学校・東町小学校）で田植えが行われている。2023年には1度中止になったが、2024年からは再開されている。

## 校区
- 神戸市西区[4]
  - 学園西町（1丁目 - 8丁目）

## 進学先中学校
- 神戸市立太山寺中学校[4]

## 校区内の主な施設
- 神戸市看護大学
- 流通科学大学

## 交通
- 神戸市営地下鉄西神・山手線 学園都市駅より

## 出身者
- 栗山巧（プロ野球選手 - 埼玉西武ライオンズ）
- 大元朱菜（バレーボール選手 - ヴィクトリーナ姫路）

## 通学区域が隣接している学校
- 神戸市立東町小学校
- 神戸市立太山寺小学校
- 神戸市立長坂小学校